# Rock or Bust World Tour
Rock or Bust World Tour – szesnasta trasa koncertowa grupy muzycznej AC/DC, w jej trakcie odbyło się osiemdziesiąt osiem koncertów.

## Program koncertów

### Festiwal Coachella
1. „Hell Ain’t A Bad Place To Be”
2. „Shot Down In Flames”
3. „Back In Black”
4. „Rock Or Bust”
5. „Shoot to Thrill”
6. „Dirty Deeds Done Dirt Cheap”
7. „Thunderstruck”
8. „Play Ball”
9. „The Jack”
10. „High Voltage”
11. „Hells Bells”
12. „Baptism By Fire”
13. „You Shook Me All Night Long”
14. „Have A Drink on Me”
15. „Sin City”
16. „T.N.T.”
17. „Rock’N’Roll Train”
18. „Whole Lotta Rosie”
19. „Let There Be Rock"

Bisy:
1. „Highway To Hell”
2. „For Those About to Rock (We Salute You)”

### Setlista na koncertach
1. „Rock or Bust”
2. „Shoot To Thrill”
3. „Hell Ain’t a Bad Place to Be”
4. „Back In Black”
5. „Play Ball”
6. „Got Some Rock & Roll Thunder”
7. „Dirty Deeds Done Dirt Cheap”
8. „Rock’n’Roll Damnation”
9. „Thunderstruck”
10. „High Voltage”
11. „Rock’N’Roll Train”
12. „Hells Bells”
13. „Baptism By Fire”
14. „Dog Eat Dog”
15. „If You Want Blood (You've Got It)”
16. „Touch Too Much”
17. „Live Wire”
18. „You Shook Me All Night Long”
19. „Sin City”
20. „Shot Down in Flames”
21. „Have a Drink on Me”
22. „T.N.T.”
23. „Whole Lotta Rosie”
24. „Let There Be Rock"/Guitar Solo

Bisy:
1. „Highway To Hell”
2. „Riff Raff”
3. „Problem Child”
4. „For Those About to Rock (We Salute You)”

## Lista koncertów
1. 10 kwietnia 2015 – Indio, Kalifornia – Empire Polo Grounds – Coachella Valley Music and Arts Festival
2. 17 kwietnia 2015 – Indio, Kalifornia, USA – Empire Polo Grounds - Coachella Valley Music and Arts Festival
3. 5 maja 2015 – Arnhem, Holandia – GelreDome
4. 8 maja 2015 – Nuremberg, Niemcy – Zeppelinfield
5. 10 maja 2015 – Drezno, Niemcy – Ostragehege
6. 14 maja 2015 – Zeltweg, Austria – Red Bull Ring
7. 16 maja 2015 – Hockenheim, Niemcy – Hockenheimrig
8. 19 maja 2015 – Monachium, Niemcy – Olympiahalle
9. 21 maja 2015 – Monachium, Niemcy - Olympiahalle
10. 23 maja 2015 – Paryż, Francja – Stade de France
11. 26 maja 2015 – Paryż, Francja - Stade de France
12. 29 maja 2015 – Barcelona, Hiszpania – Estadi Olímpic Lluís Company
13. 31 maja 2015 – Madryt, Hiszpania – Estadio Vincente Calderón
14. 2 czerwca 2015 – Madryt, Hiszpania - Estadio Vincente Calderón
15. 5 czerwca 2015 – Zurych, Szwajcaria – Letzigrund Stadion
16. 7 czerwca 2015 – Zurych, Szwajcaria - Letzigrund Stadion
17. 19 czerwca 2015 – Kolonia, Niemcy – Jahnwiesen
18. 21 czerwca 2015 – Hanower, Niemcy – Hanover Fairground
19. 25 czerwca 2015 – Berlin, Niemcy – Olympiastadion
20. 28 czerwca 2015 – Glasgow, Szkocja – Hampden Park
21. 1 lipca 2015 – Dublin, Irlandia – Stadion Aviva
22. 4 lipca 2015 – Londyn, Anglia – Stadion Wembley
23. 6 lipca 2015 – Dessel, Belgia – Festivalpark Stenehei
24. 9 lipca 2015 – Imola, Włochy – Autodromo Ferrari
25. 12 lipca 2015 – Gelsenkirchen, Niemcy – Veltins-Arena
26. 15 lipca 2015 – Roskilde, Dania – Roskilde Festival Site
27. 17 lipca 2015 – Oslo, Norwegia – Valle Hovin Stadium
28. 19 lipca 2015 – Sztokholm, Szwecja – Friends Arena
29. 22 lipca 2015 – Hämeenlinna, Finlandia – Kantola Events Park
30. 25 lipca 2015 – Warszawa – Stadion Narodowy
31. 22 sierpnia 2015 – Foxborough, Massachusetts, USA – Gillette Stadium
32. 26 sierpnia 2015 – East Rutherford, New Jersey, USA – MetLife Stadium
33. 28 sierpnia 2015 – Quebec, Kanada – Plains of Abraham
34. 31 sierpnia 2015 – Montreal, Kanada – Olimpic Stadium
35. 3 września 2015 – Ottawa, Kanada – TD Place Stadium
36. 5 września 2015 – Moncton, Kanada – Magnetic Hill
37. 8 września 2015 – Detroit, Michigan, USA – Ford Field
38. 10 września 2015 – Toronto, Kanada – Downsview Park
39. 15 września 2015 – Chicago, Illinois, USA – Wrigley Field
40. 17 września 2015 – Winnipeg, Kanada – Investors Group Field
41. 20 września 2015 – Edmonton, Kanada – Commonwealth Stadium
42. 22 września 2015 – Vancouver, Kanada – BC Place
43. 25 września 2015 – San Francisco, Kalifornia, USA – AT&T Park
44. 28 września 2015 – Los Angeles, Kalifornia, USA – Dodger Stadium
45. 4 listopada 2015 – Sydney, Australia – ANZ Stadium
46. 7 listopada 2015 – Sydney, Australia - ANZ Stadium
47. 12 listopada 2015 – Brisbane, Australia – Queensland Sport and Athletics Centre
48. 14 listopada 2015 – Brisbane, Australia - Queensland Sport and Athletics Centre
49. 21 listopada 2015 – Adelaide, Australia – Adelaide Oval
50. 27 listopada 2015 – Perth, Australia – Domain Stadium
51. 29 listopada 2015 – Perth, Australia - Domain Stadium
52. 6 grudnia 2015 – Melbourne, Australia – Etihad Stadium
53. 8 grudnia 2015 – Melbourne, Australia - Etihad Stadium
54. 12 grudnia 2015 – Wellington, Nowa Zelandia – Westpac Stadium
55. 15 grudnia 2015 – Auckland, Nowa Zelandia – Western Springs Stadium
56. 2 lutego 2016 – Tacoma, Waszyngton, USA – Tacoma Dome
57. 5 lutego 2016 – Paradise, Nevada, USA – MGM Grand Garden Arena
58. 8 lutego 2016 – Denver, Kolorado, USA – Pepsi Center
59. 11 lutego 2016 – Fargo, Dakota Północna, USA – Fargodome
60. 14 lutego 2016 – Saint Paul, Minnesota, USA – Xcel Energy Center
61. 17 lutego 2016 – Chicago, Illinois, USA – United Center
62. 20 lutego 2016 – Saint Paul, Minnesota, USA – Scottrade Center
63. 23 lutego 2016 – Dallas, Teksas, USA – American Airlines Center
64. 26 lutego 2016 – Houston, Teksas, USA – Toyota Center
65. 28 lutego 2016 – Kansas City, Missouri, USA – Sprint Center (pierwotnie planowany na 29 lutego; cofnięty o dzień wcześniej z powodu pogrzebu przyjaciela Briana Johnsona)
66. 7 maja 2016 – Lizbona, Portugalia – Passeio Marítimo de Algés
67. 10 maja 2016 – Sewilla, Hiszpania – Estadio de La Cartuja
68. 13 maja 2016 – Marsylia, Francja – Stade Vélodrome
69. 16 maja 2016 – Werchter, Belgia – Festivalground Werchter
70. 19 maja 2016 – Wiedeń, Austria – Ernst-Happel-Stadion
71. 22 maja 2016 – Praga, Czechy – Lotnisko Letnany
72. 26 maja 2016 – Hamburg, Niemcy – Volksparkstadion
73. 29 maja 2016 – Berno, Szwajcaria – Stade de Suisse
74. 1 czerwca 2016 – Lipsk, Niemcy – Red Bull Arena
75. 4 czerwca 2016 – Londyn, Anglia – Olympic Stadium
76. 9 czerwca 2016 – Manchester, Anglia – Etihad Stadium
77. 12 czerwca 2016 – Aarhus, Dania – Ceres Park
78. 15 czerwca 2016 – Düsseldorf, Niemcy – Esprit Arena
79. 27 sierpnia 2016 – Greensboro, Karolina Północna, USA – Greensboro Coliseum
80. 30 sierpnia 2016 – Sunrise, Floryda, USA – BB&T Center
81. 1 września 2016 – Atlanta, Georgia, USA – Phillips Arena
82. 4 września 2016 – Columbus, Ohio, USA – Nationwide Arena
83. 6 września 2016 – Cleveland, Ohio, USA – Quicken Loans Arena
84. 9 września 2016 – Auburn Hills, Michigan, USA – The Palace of Auburn Hills
85. 11 września 2016 – Buffalo, Nowy Jork – KeyBank Center
86. 14 września 2016 – Nowy Jork, Nowy Jork, USA – Madison Square Garden
87. 17 września 2016 – Waszyngton, USA – Capital One Arena
88. 20 września 2016 – Filadelfia, Pensylwania, USA – Wells Fargo Center